# Ríoverde
Ríoverde é um município entre os 58 municípios do estado mexicano de San Luis Potosí. É o centro econômico mais importante da chamada Zona Media deste estado, o que o converte na cabecera municipal desta região.

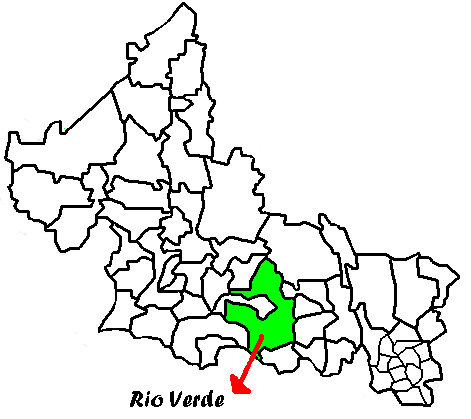
Ríoverde no Mapa de San Luis Potosí